# Patto anticomintern
Il Patto anticomintern (in tedesco Antikominternpakt) fu un trattato di alleanza politica, diretto contro l'Unione Sovietica, concluso il 25 novembre 1936 a Berlino tra il governo della Germania nazista e quello dell'Impero giapponese, cui si aggiunsero, successivamente, l'Italia e altri paesi.

## Scopo e contenuti

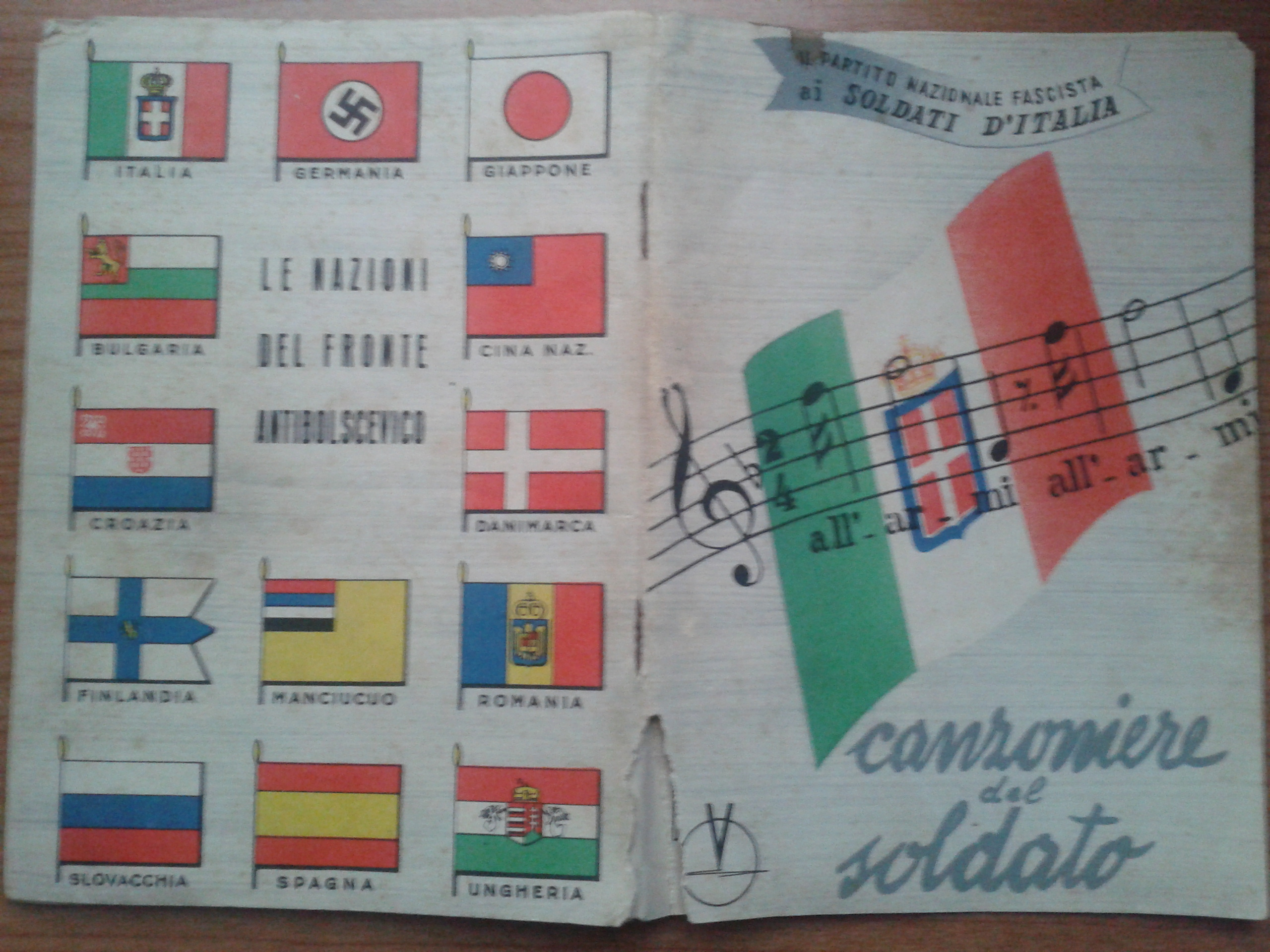
I paesi del patto anticomintern ritratti nella pagina sinistra del Canzoniere del Soldato

I governi nippo-tedeschi, "riconoscendo che l'obiettivo dell'Internazionale Comunista, nota come Comintern, è quello di disintegrare e sottomettere gli Stati esistenti con tutti i mezzi a sua disposizione" e "convinti che la tolleranza delle interferenze da parte comunista negli affari interni delle nazioni mette in pericolo non solo la loro pace interiore e il benessere sociale, ma anche la pace del mondo" firmarono questo trattato "desiderosi di cooperare nella difesa contro le attività sovversive comuniste" o del patto bolscevico.
Esso suggellava una cooperazione tramite scambio di informazioni, pressione sull'opinione pubblica e lotta contro gli agenti comunisti, tesa alla «difesa comune contro l'opera disgregatrice dell'internazionale Comunista». Il patto prevedeva anche un protocollo addizionale segreto, che ne rivelava la reale intenzione. Ben più che mirato ad una vaga repressione ideologica delle attività propagandistiche degli attivisti comunisti, esso prevedeva una specifica alleanza militare contro l'Unione Sovietica in quanto nazione.
Per sua natura "coperto", il protocollo segreto rimase un'esclusiva di Germania e Giappone, mentre gli altri Paesi, a cominciare dall'Italia, aderirono solo alle clausole pubbliche del trattato.

## L'adesione dell'Italia e altri accordi prebellici
Il 6 novembre 1937 vi fu l'adesione dell'Italia, che originò il primo embrione dell'alleanza tripartita che sarebbe poi stata formalizzata il 27 settembre 1940. L'ingresso di Roma venne annunciato dall'Agenzia Stefani con queste parole: 
Il testo del protocollo nell'occasione fu il seguente:
Articolo 1. - L'Italia entra a far parte dell'Accordo contro l'Internazionale comunista e del protocollo supplementare conclusosi il 25 novembre 1936 fra la Germania e il Giappone, il cui testo è allegato nell'annesso al presente protocollo.
Articolo 2. - Le tre potenze firmatarie del presente protocollo convengono che l'Italia sarà considerata come firmataria originaria dell'Accordo e del protocollo supplementare, menzionati dall'articolo precedente, la firma del presente protocollo essendo equivalente :alla firma del testo originale dell'Accordo e del protocollo supplementare predetti.
Articolo 3. - Il presente protocollo costituirà parte integrante dell'Accordo e del protocollo supplementare sopramenzionati.
Articolo 4. - Il presente protocollo è redatto in italiano, giapponese e tedesco. Ciascun testo essendo considerato autentico. Esso entrerà in vigore il giorno della firma.
In fede di che, i sottoscritti, debitamente autorizzati dai loro Governi, hanno firmato il presente protocollo, e vi hanno apposto i loro sigilli.»
Seguirono la datatio (eseguita anche in base al calendario giapponese) e le tre firme. Il 25 febbraio 1939 aderirono al Patto anche l'Ungheria e il Manchukuo (uno stato fantoccio creato dal Giappone nel 1932 a seguito di un conflitto con la Cina); il 15 aprile 1939 fu poi la volta della Spagna franchista, subito dopo la fine della propria guerra civile.

## La sospensione ed il rilancio
La conclusione del trattato di non aggressione tedesco-sovietico del 23 agosto 1939 sospese praticamente, se non ufficialmente, il Patto anticomintern per quasi due anni ed anzi creò delle incrinature in esso, in quanto la Germania ostacolava il passaggio delle armi che gli italiani avrebbero voluto inviare alla Finlandia impegnata nella Guerra d'inverno contro l'URSS. Ma lo scoppio delle ostilità tra la Germania e l'Unione Sovietica, avvenuto il 22 giugno 1941 con l'inizio dell'operazione Barbarossa, ridiede allo stesso nuovo vigore.
Nel quinto anniversario della conclusione (25 novembre 1941) il Patto anticomintern fu solennemente rilanciato mediante l'adesione degli stati satelliti della Germania (Romania, Bulgaria, Slovacchia e Danimarca, occupata militarmente dai tedeschi fin dall'aprile 1940), dell'Italia (Croazia) e del Giappone (governo cinese collaborazionista di Wang Jingwei). Entrò nel Patto anche la Finlandia, che dal 25 giugno era impegnata nella guerra di continuazione contro il colosso stalinista); la Turchia invece, pur non essendo entrata in guerra, fece parte del Patto anticomintern in qualità di osservatrice fin dal 18 giugno.
Il governo di Copenaghen pose ai tedeschi quattro condizioni per entrare nel Patto: 1) non avere obblighi civili o militari di alcun tipo; 2) l'affidamento esclusivo alle forze dell'ordine per ciò che riguardava le azioni contro i comunisti; 3) che tali azioni sarebbero state compiute dalle forze dell'ordine solo in territorio danese; 4) il mantenimento dello status di "paese neutrale". Ribbentrop divenne furioso e minacciò di arresto il ministro degli Esteri danese Erik Scavenius, ma alla fine accettò le richieste, con piccole modifiche, a patto che esse rimanessero segrete: la segretezza era ordinata dai nazisti per motivi propagandistici. In ogni caso, questa partecipazione rovinò la reputazione della Danimarca, tanto che diversi diplomatici danesi di stanza nei paesi alleati decisero di sconfessare pubblicamente l'operato del loro esecutivo.

## La fine
I successivi armistizi degli alleati del Terzo Reich con le Nazioni Unite e, in seguito, la capitolazione della stessa Germania e del Giappone portarono dapprima allo sfaldamento e poi alla fine ufficiale del Patto anticomintern.